# 930 Westphalia
930 Westphalia је астероид главног астероидног појаса са пречником од приближно 36,48 .
Афел астероида је на удаљености од 2,778 астрономских јединица (АЈ) од Сунца, а перихел на 2,083 АЈ. 
Ексцентрицитет орбите износи 0,142, инклинација (нагиб) орбите у односу на раван еклиптике 15,320 степени, а орбитални период износи 1384,612 дана (3,790 године). 
Апсолутна магнитуда астероида је 11,40 а геометријски албедо 0,036.
Астероид је откривен 10. марта 1920. године.